# Vespri asiatici
I Vespri asiatici furono un eccidio commesso in Asia Minore nell'88 a.C., casus belli della prima guerra mitridatica.

Il Mediterraneo orientale nell'89 a.C.

## Antefatti
A Roma era stato chiesto di porsi come mediatrice in una serie di controversie di lunga data tra il re di Bitinia e quello del Ponto.
La deliberazione del Senato fu favorevole alle rivendicazioni della Bitinia. Il re del Ponto, Mitridate VI, fino a quel momento amico di Roma, preferì sottomettersi all'arbitrato. Il controllo del Senato sulle sue truppe sul campo, tuttavia, era minimo. Su istigazione dei soldati, gli ufficiali romani in Asia iniziarono a sollecitare i Bitini a devastare il Ponto, sostenendo falsamente che l'arbitrato del Senato avesse creato un conflitto armato. In tal modo avrebbero avuto una parte nel bottino di guerra accumulato dal saccheggio delle ricche città della regione.
Desiderosi di compiacere i loro consiglieri romani, i Bitini iniziarono a devastare il Ponto assistiti da soldati romani. Invano Mitridate tentò di opporsi attraverso i canali diplomatici. Disperato dalla situazione venutasi a creare, cominciò a progettare una grande campagna da condurre in Asia Minore contro lo Stato Romano. Si rivolse perciò ai suoi amici e alleati nella provincia d'Asia, offrendo doni e promesse in cambio del loro sostegno. Li avrebbe liberati dall'odiato oppressore romano con un solo colpo.

## Il massacro
Nella provincia asiatica il re Mitridate VI Eupatore sfruttò il risentimento locale per il dominio romano e le sue tasse per orchestrare l'esecuzione di circa 80 000/150 000 persone provenienti dall'Italia (sia cittadini romani che semplici socii) o di chiunque parlasse con un remoto accento latino. Quest'azione portò il Senato romano, di norma prudente, a inviare una grande forza militare in Oriente, con l'obiettivo di ridurre il potere del regno del Ponto ed eventualmente di annettere quel territorio, cosa che avverrà con una serie di conflitti noti con il nome di Guerre mitridatiche.
Appiano di Alessandria racconta che:
(Appiano, Guerre mitridatiche, 22.)
Questi ordini segreti furono inviate a tutte le città allo stesso tempo. Quando arrivò il giorno stabilito, si ricordano particolari episodi di violenza nell'ex-provincia d'Asia come i seguenti:
(Appiano, Guerre mitridatiche, 23.)
Appiano di Alessandria conclude dicendo che tale colpe ricadde sugli stessi abitanti d'Asia, poiché:
(Appiano, Guerre mitridatiche, 23.)